# غراي فوي
غراي فوي (بالإنجليزية: Gray Foy)‏ هو فنان أمريكي، ولد في 1922 في دالاس في الولايات المتحدة، وتوفي في 2012 في نيويورك في الولايات المتحدة.